# Ste-Madeleine (Montagrier)
Die ehemalige romanische Prioratskirche Sainte-Madeleine im südwestfranzösischen Ort Montagrier im Departement Département Dordogne in der alten Kulturregion Aquitanien gehört zu den seltenen Bauten mit einem Dreikonchenchor. Der Kirchenbau ist seit 1912 als Monument historique anerkannt.

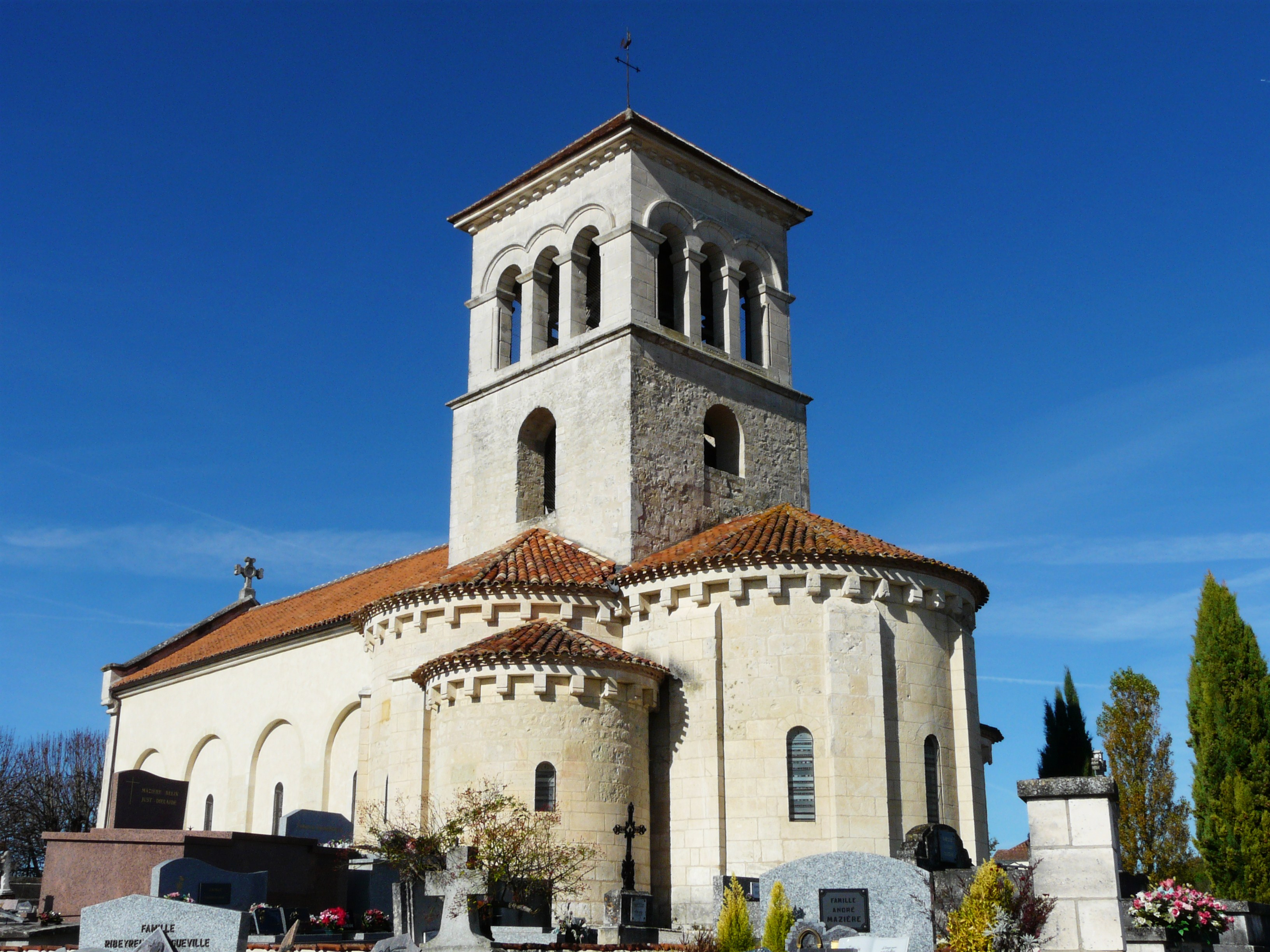
Kirche Sainte-Madeleine in Montagrier

## Lage
Die Kirche befindet sich inmitten des Friedhofs des ca. 300 m nördlich und etwa 145 m hoch gelegenen Ortes, der ungefähr 2 km vom Nordufer des Flusses Dronne entfernt liegt. Nächstgelegene Städte sind das ca. 25 km (Fahrtstrecke) südöstlich gelegene Périgueux bzw. das knapp 15 km westlich gelegene Ribérac.

## Geschichte
Die Kirche entstand im 12. Jahrhundert als Prioratskirche der traditionsreichen Benediktinerabtei von Brantôme; während der Französischen Revolution wurde sie in eine Pfarrkirche umgewandelt. Da das romanische Kirchenschiff baufällig und außerdem für die im 19. Jahrhundert stark angewachsene Bevölkerung des Ortes zu klein geworden war, wurde es im Jahr 1897 abgerissen und in etwas größerem Maßstab wiederaufgebaut. Auch der Vierungsturm wurde um ein Geschoss erhöht. Erhalten blieben jedoch der romanische Drei-Konchen-Chor mit zwei angrenzenden Radialkapellen.

## Architektur

### Steinmaterial
Der Drei-Konchen-Chor ist vollständig aus Hausteinen errichtet; nur das Untergeschoss des Vierungsturmes besteht aus Bruchsteinmaterial. Das alte Kirchenschiff bestand wohl ebenfalls aus Bruch- oder Feldsteinen; der Neubau erfolgte größtenteils aus exakt behauenen Steinen; das aus Ziegelsteinen gemauerte Tonnengewölbe ist jedoch verputzt.

### Chor
Die Chorlösung der Kirche ist in der Region einzigartig: die Mittelapsis wird begleitet von zwei rechtwinklig dazu angeordneten etwa gleich hohen Seitenapsiden, was den Bau in die Tradition der Dreikonchenchöre einreiht. Zusätzlich wurden in den Ecken der Choranlage noch zwei kleinere Radialkapellen angebaut, wodurch sich eine Höhenstaffelung ergibt, die im Vierungsturm gipfelt. Während die drei größeren Apsiden durch Strebepfeiler stabilisiert wurden, fehlen diese an den beiden Radialkapellen.

### Langhaus
Das im 19. Jahrhundert erbaute und außen wie innen durch Blendarkaden gegliederte neoromanische Kirchenschiff ist etwas höher, breiter und länger als sein Vorgänger. Die äußeren Strebepfeiler setzen sich im Innern als Pilaster fort; Kapitelle fehlen, stattdessen findet sich ein umlaufendes Gesims. Die Pilaster werden im Tonnengewölbe als Gurtbögen fortgeführt.

### Vierung und Apsiden
Die durch doppelte Gurtbögen besonders hervorgehobene Vierung ist mit einer auf Pendentifs ruhenden Kuppel überwölbt. Die drei größeren Apsiden sind im Innern durch durchfensterte Blendarkaden gegliedert und haben jeweils eine Kalottenwölbung. Die Bogenstellungen der Mittelapsis sind durch Dreiviertelsäulen getrennt, von denen die beiden mittleren durch einfache, aber unterschiedliche vegetabilische Kapitelle hervorgehoben sind; die Kämpferzone des rechten Kapitells zeigt ein Schachbrettmuster.

## Ausstattung
Eine bei Grabungsarbeiten gefundene Platte mit einem Christusmonogramm über einem der Vierungsbogen stammt wahrscheinlich aus dem 16. Jahrhundert. Die beiden Altäre in den Radialkapellen sind Nachschöpfungen des 19. Jahrhunderts.

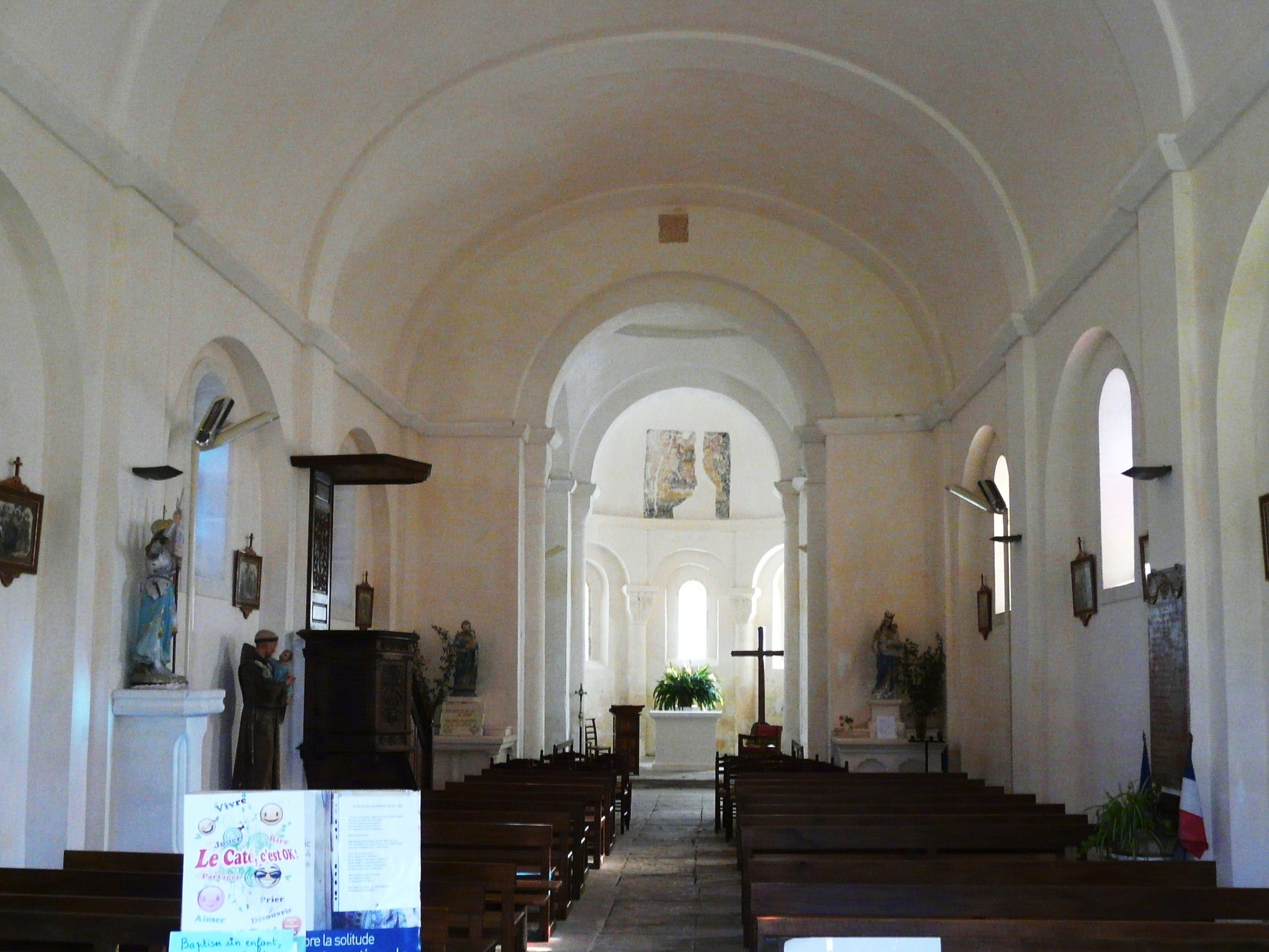
Kirchenschiff
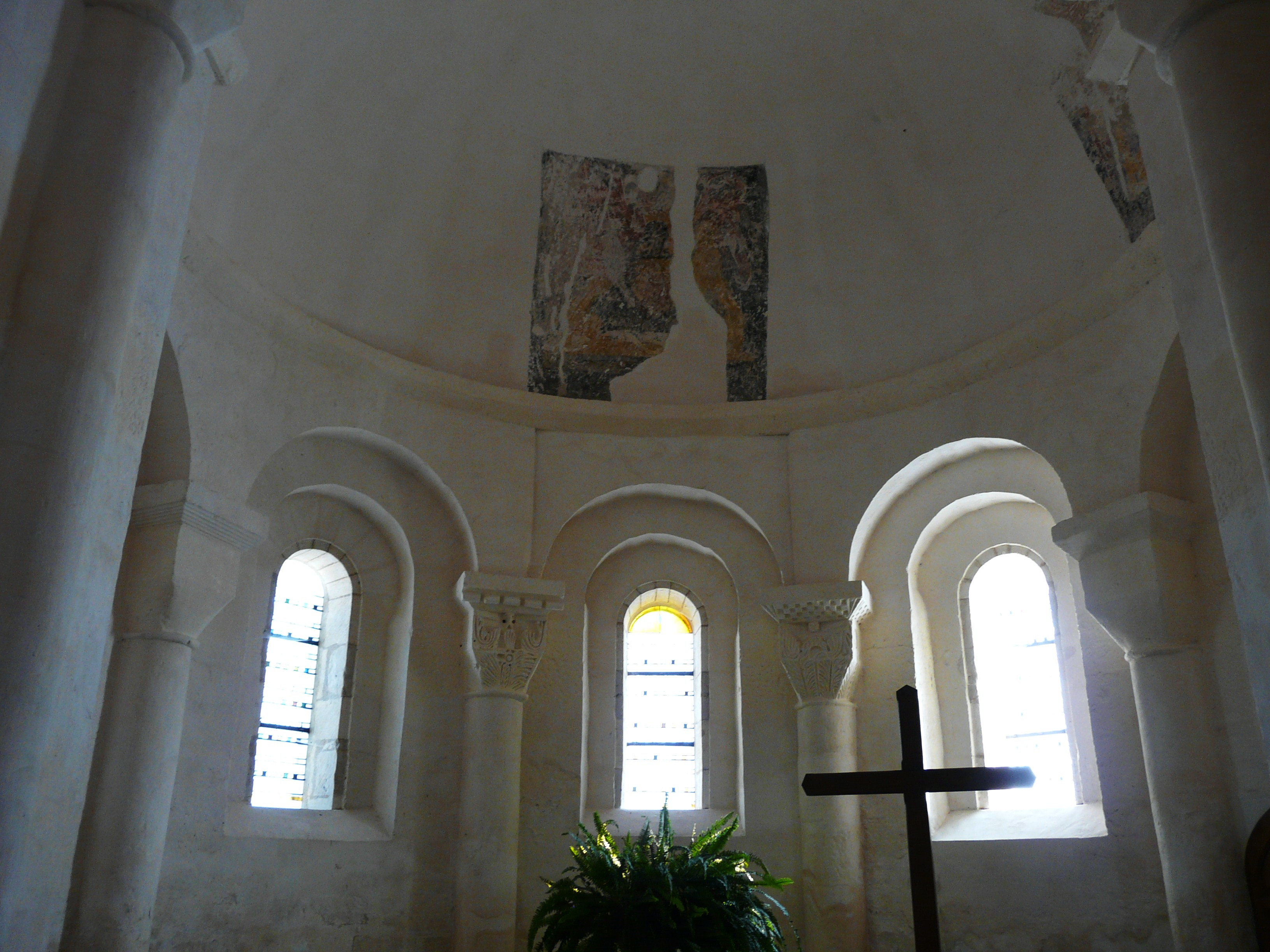
Mittelapsis
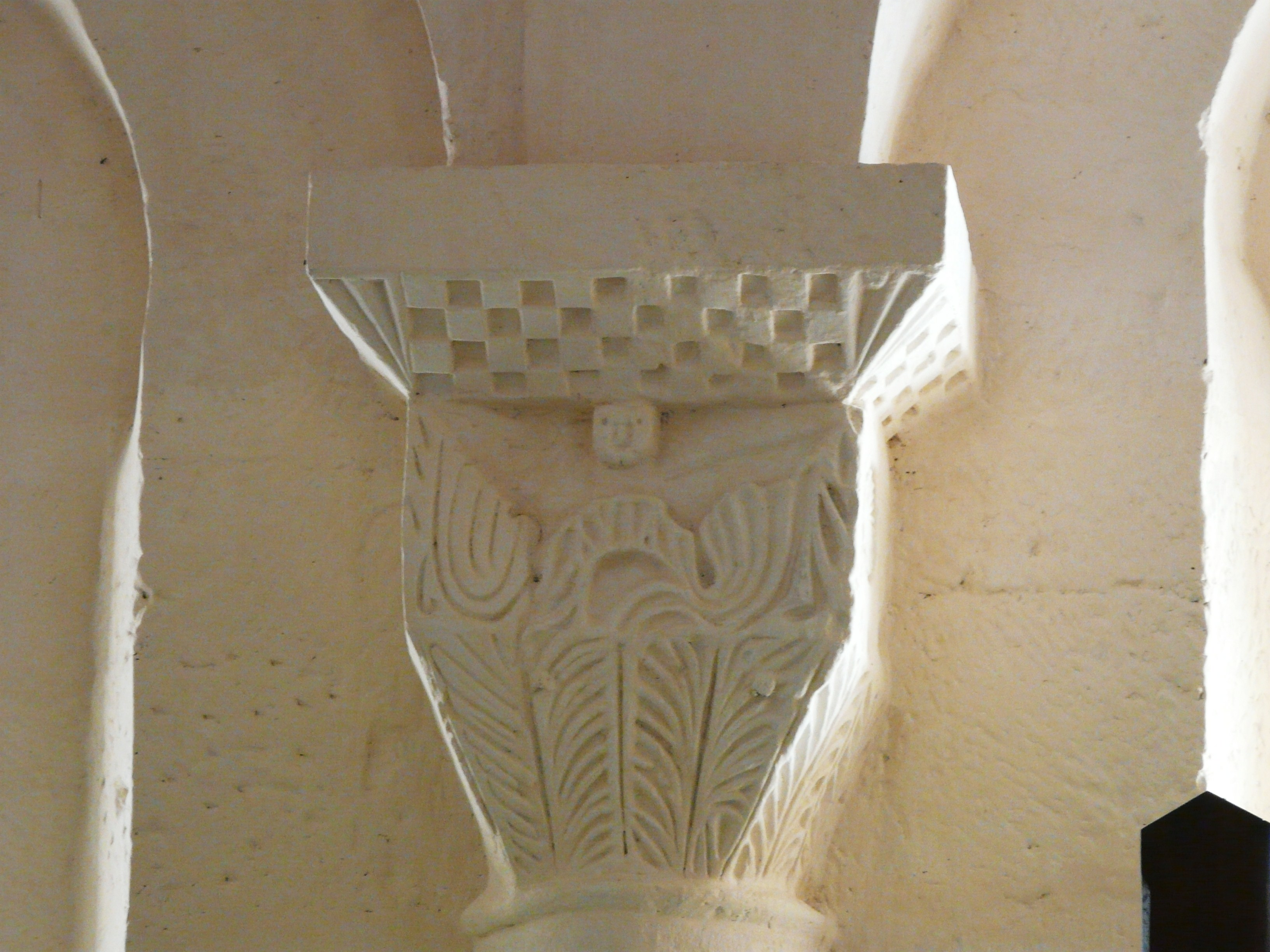
Kapitell
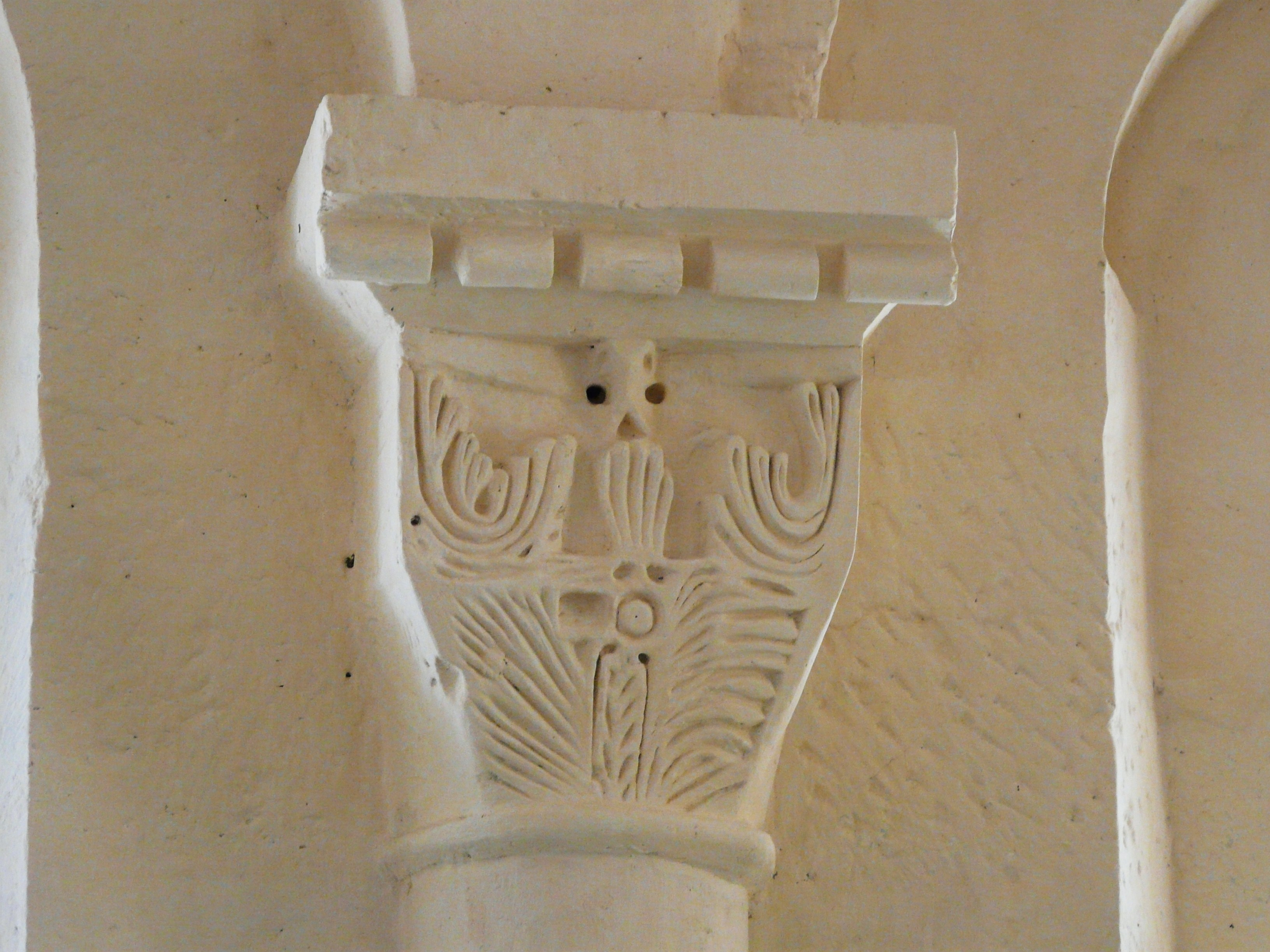
Kapitell
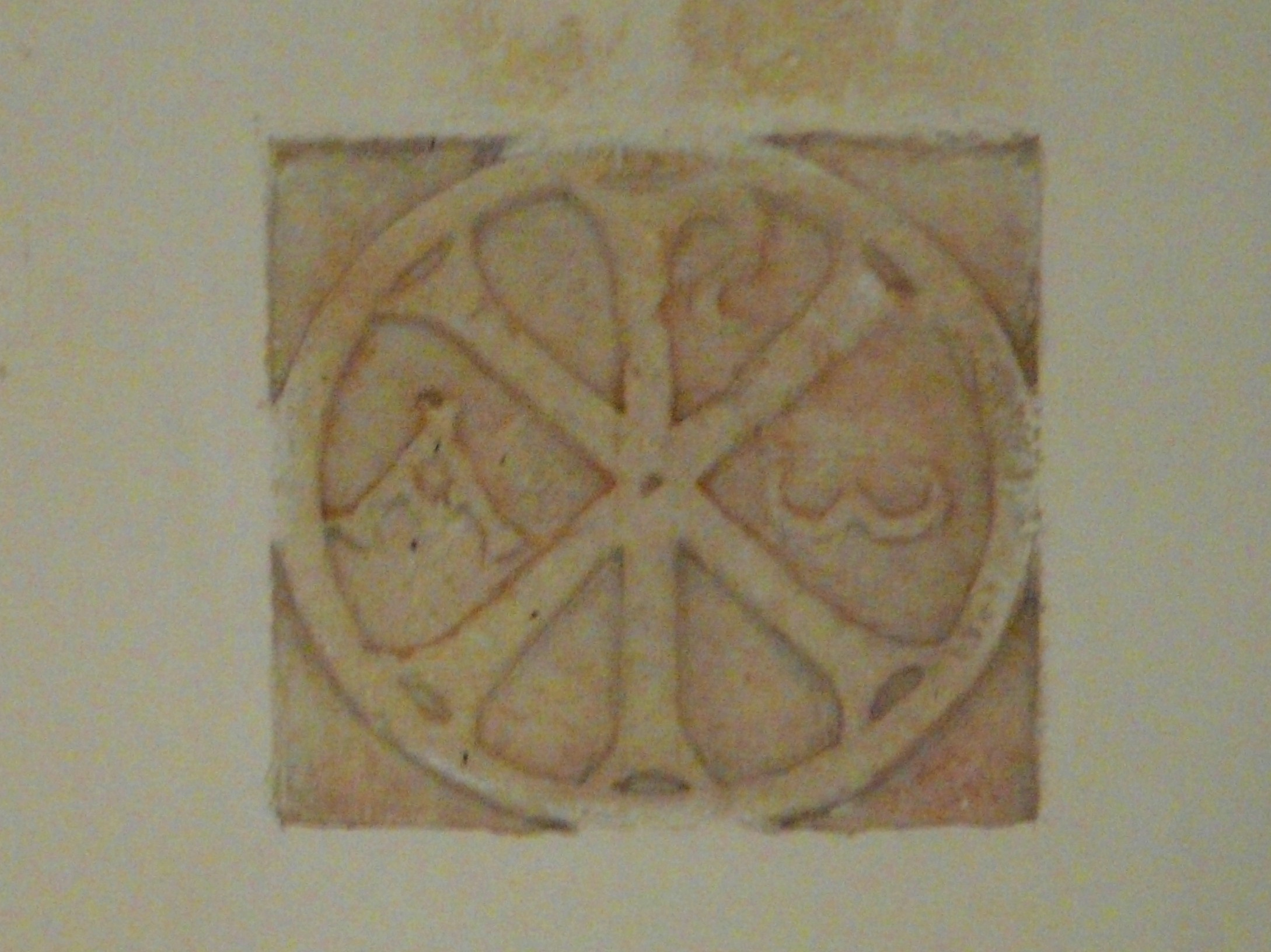
Platte mit Chrismon
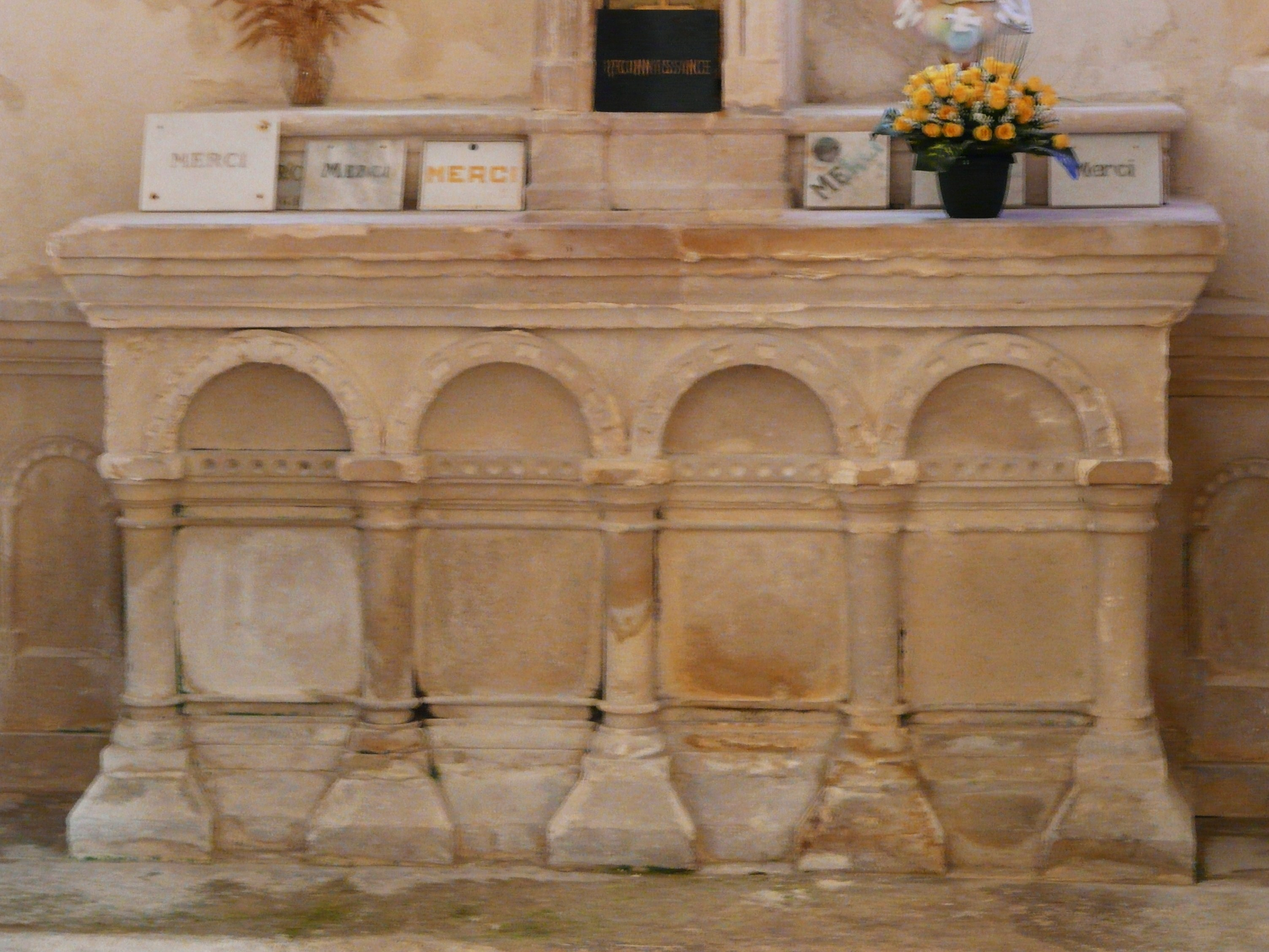
Altar

## Hosiannakreuz
Auf einem kubischen Sockel auf dem Friedhof steht eine aus Steintrommeln zusammengesetzte kannelierte Säule mit einem schmiedeeisernen Kreuz auf der Spitze. Das Monument wird insgesamt als Hosiannakreuz (Croix hosannière) interpretiert.